# 欧仁·卡里埃
欧仁·阿纳托尔·卡里埃（法語：Eugène Anatole Carrière，法語發音：[øʒɛn anatɔl kaʁjɛʁ]；1849年1月16日—1906年3月27日），世紀末时期法国象征主义艺术家。其画作以其近乎单色的棕色主色调和空灵梦幻的特征而闻名。卡里埃是奥古斯特·罗丹的密友，其作品可能影响了巴勃羅·畢卡索的蓝色时期。他还与保罗·魏尔伦、斯特凡·马拉梅和夏尔·莫里斯等作家有交集。